# Hydraulique étrusque

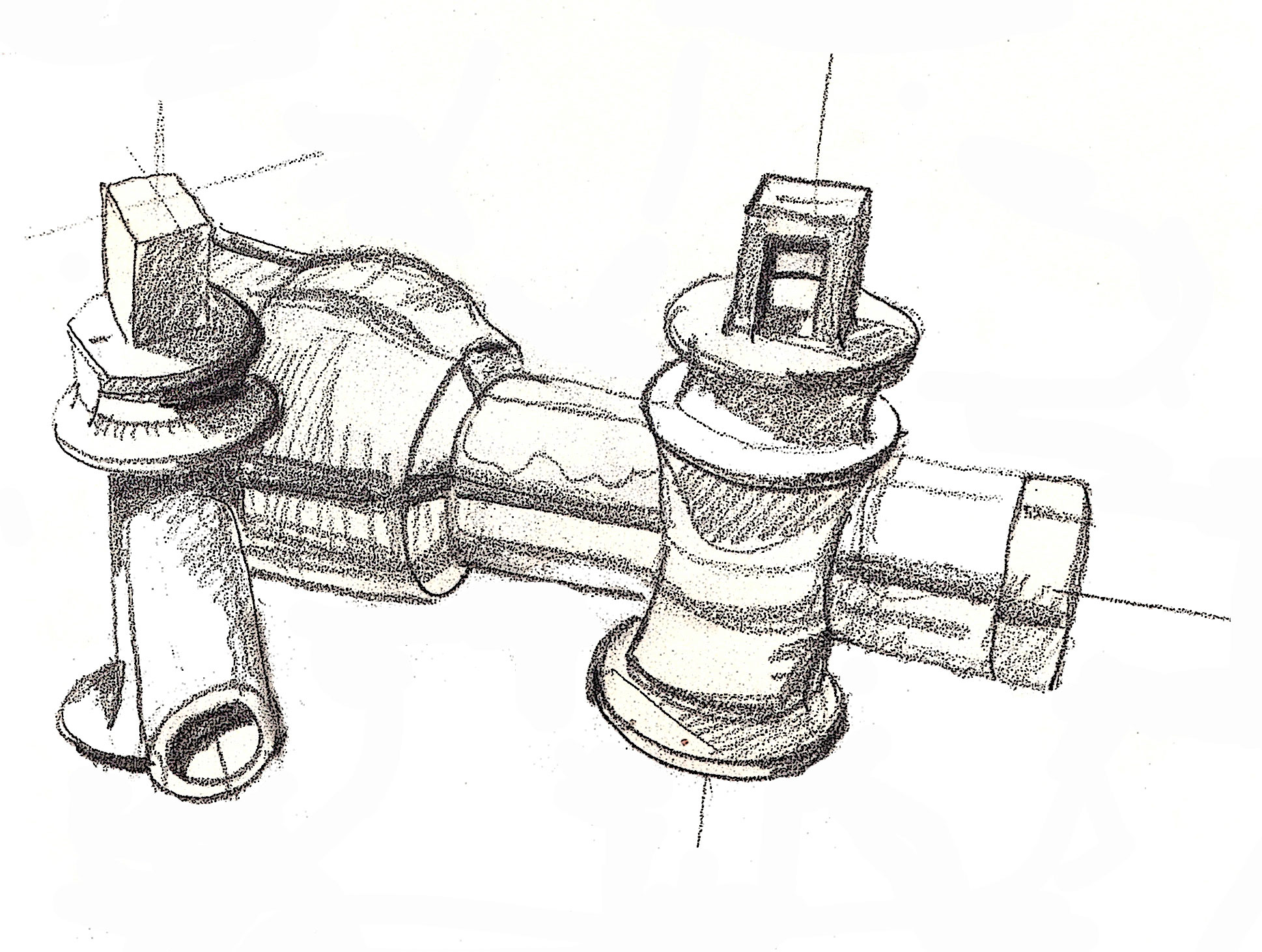
Vanne hydraulique en bronze (raccordée sur canalisations en plomb), musée archéologique civique de Chianciano Terme (vue d'artiste) issu du site de fouilles de la località Camerelle.

La maîtrise de l'hydraulique par les Étrusques est attestée dès le colmatage et le drainage de la Maremme et Rome leur doit l’assèchement du marais où s’éleva ultérieurement le forum et la réalisation de la Cloaca Maxima (dû aux travaux de Tarquin l'Ancien).

« Ces travaux [de la Maremme] ont contribué à résorber la malaria qui réapparut au XIXe siècle faute d’entretien du système hydraulique étrusque ! »

— Liébert, p. 549.
Ce sont les haruspices qui pratiquaient leurs rites de divination pour déterminer le tracé des canaux d'évacuation (cuniculi), l'emplacement des nappes phréatiques et du perçage des puits.

## En Étrurie
- Puits verticaux reliés à des canaux souterrains drainant les eaux vers les rivières voisines.
- Irrigation des terrains arides.
- Assainissement (« bonification ») des terres marécageuses (Maremme).
- Canaux marins entre avant-port, zone portuaire et le reste de la côte, à Gravisca, Pyrgi et Castrum Novum.
- À Pérouse : le « puits étrusque », pozzo Etrusco, sur la piazza di Danti (37 m de profondeur, d'un diamètre de 5,6 m).
- Cisterna romana delle Camerelle (Chianciano Terme).
- Le rio Vicano, un ruisseau artificiel réalisé par les Étrusques qui percèrent le tuf de la montagne par un forage d'une longueur d'environ 100 m pour atteindre le bassin d'eau en dessous de son niveau original du lac de Vico afin de bonifier la zone.

## Plaine du Pô
- Régularisation du cours du fleuve par dérivation du cours de la Sagis, et canal d'accès au port[4], vers Spina et Adria, avec forçage du courant et digue brise-lames.